# Vorau
Vorau là một đô thị thuộc huyện Hartberg thuộc bang Steiermark, nước Áo. Đô thị Vorau có diện tích 4,71 km², dân số thời điểm năm 2005 là 1422 người.